# Bundesligaskandalen
Bundesligaskandalen (tyska: Bundesliga-Skandal) var en mutskandal i tyska Fotbolls-Bundesliga som handlade om mutade spelare under slutfasen av Bundesligasäsongen 1970/71. Involverade lag var främst Hertha Berlin, Schalke 04, Arminia Bielefeld, Kickers Offenbach och Eintracht Braunschweig. 

## Skandalen
Säsongen 1970/71 kämpade Kickers Offenbach, Arminia Bielefeld, Rot-Weiss Oberhausen, Eintracht Frankfurt och Rot-Weiss Essen om att säkra kontraktet i Bundesligan. Den 27:e omgången såg tabellen ut på följande sätt:
| Pl | Lag                  | IM-GM | Poäng |
| -- | -------------------- | ----- | ----- |
| 14 | Rot-Weiss Essen      | 35-37 | 23:29 |
| 15 | Arminia Bielefeld    | 28-44 | 21:33 |
| 16 | Eintracht Frankfurt  | 26-39 | 20:32 |
| 17 | Kickers Offenbach    | 37-52 | 19:35 |
| 18 | Rot-Weiss Oberhausen | 34-54 | 18:34 |

I mars 1971 tedde sig Arminia Bielefelds rätt så desperat efter ett nederlag mot den direkta konkurrenten Kickers Offenbach (0-5). I denna situation bestämde sig Bielefelds styrelse att ta till illegala medel för att säkra kontraktet. Schalke 04, som vi denna tidpunkt inte kunde vinna någonting längre, tog slutligen emot de 40 000 D-Mark som Bielefeld erbjöd för en seger (matchen slutade 0-1). Efter denna "framgång" fortsatte klubben på den inslagna vägen och köpte fler matcher, så mot VfB Stuttgart och även om Hertha Berlin som fick 250 000 D-Mark för att förlora avsiktligt i sista omgången. Men även om just Bielefeld var djupt involverade i skandalen köpte även andra lag segrar för att säkra kontraktet. Efter 34 omgångar såg tabellen ut på följande sätt:
| Pl | Lag                  | IM-GM | Poäng |
| -- | -------------------- | ----- | ----- |
| 14 | Arminia Bielefeld    | 34-53 | 29:39 |
| 15 | Eintracht Frankfurt  | 39-56 | 28:40 |
| 16 | Rot-Weiss Oberhausen | 54-69 | 27:41 |
| 17 | Kickers Offenbach    | 49-65 | 27:41 |
| 18 | Rot-Weiss Essen      | 48-68 | 23:45 |

## Avslöjandet
På sin 50-årsfest avslöjade Hans-Gregorio Canellas (ordförande i Kickers Offenbach) den stora skandalen med orden "Mina herrar, jag måste meddela er att min klubb, Kickers Offenbach, åkte ur Bundesliga på grund av fusk". Många höga fotbollsfunktionärer var inbjudna, däribland Västtysklands förbundskapten Helmut Schön. I det följande skulle det dröja ända fram till 1976 innan den sista domstolsförhandlingen var avslutad. De första domarna kom dock redan sju veckor efter Canellas avslöjande. Djupast involverade var spelarna i Schalke 04 som hade tagit emot en förhållandevis låg summa på 40 000 D-mark. Hela laget försäkrade i flera år att de inte hade tagit emot några pengar. Därför åtalades spelarna för mened och processen avslutades först 1976 när flera Schalkeproffs stängdes av. Dock upphävdes många domar bara ett år senare. På grund av att Schalkespelarna inte erkände mutorna kallades laget under lång tid framöver "FC Meineid" (FC Mened). Totalt ska 1,1 miljoner D-mark ha bytt ägare.

## Konsekvenserna
52 spelare, sex presidenter och två tränare stängdes av. Resultaten makulerades dock inte utan räknades som vanligt, fastän matcherna spelades under illegala förhållanden. Arminia Bielefeld och Kickers offenbach fick ingen förnyad elitlicens. Publikintresset minskade avsevärt efter skandalens avslöjande. Från drygt sex miljoner åskådare 1970/71 sjönk siffrorna till drygt fem miljoner '72/73. 1974 introducerades 2.Bundesliga för att minska "fallhöjden" ifall man åkte ur Bundesliga. Dessutom avskaffades lönetaket för spelarna. I början på 70-talet var den högsta lönen reglerad till 1200 D-Mark, en summa som kunde öka till 3 000 D-Mark genom olika bonusar. En del menade att lönetaket ökade risken för spelarna att ta emot mutor. De sjunkande publiksiffrorna gick dock upp igen när Fotbolls-VM 1974 vållade en stor eufori. Canellas fick aldrig mer inneha en post inom DFB - en dom som reviderades fem år senare. Eftersom Schalkes spelare länge nekade till anklagelserna fick de så småningom betala böter på mellan 4 000 och 10 000 D-Mark.